# Blay
Blay település Franciaországban, Calvados megyében. Lakosainak száma 358 fő (2022. január 1.). Blay Le Breuil-en-Bessin, Crouay, Mandeville-en-Bessin, Mosles és Saon községekkel határos.

## Népesség
A település népességének változása:
| Lakosok száma | 184  | 215  | 239  | 300  | 378  | 386  | 383  | 370  | 364  | 358  |
|               | 1968 | 1982 | 1990 | 2006 | 2013 | 2015 | 2017 | 2019 | 2020 | 2022 |